# Радикал (завод)
ВАТ Завод «Радикал» (також — «Київський завод хімікатів») — завод у Києві, який припинив роботу в 1996 році, а в 2000 — підприємство визнали банкрутом. З 1951 по 1996 рік завод був монополістом з виробництва в Україні деяких видів синтетичних матеріалів, зокрема — пінополіуретану, бертолетової солі, гермобутилу, хімічних засобів захисту рослин.

## Історія
Завод збудували у 1951 році на околиці міста Києва (тепер він знаходиться в кілометрі від станції метро «Лісова»). Він був одним із трьох підприємств в Радянському Союзі, які на той час виробляли рідкісну і необхідну для оборони, енергетики та хімічної промисловості продукцію, для створення якої застосовували ртуть.
З 1951 по 1996 рік — монополіст з виробництва в Україні деяких видів синтетичних матеріалів, зокрема — пінополіуретану, бертолетової солі, гермобутилу, хімічних засобів захисту рослин.
У 1994 році завод приватизували шляхом корпоратизації та перетворили на ВАТ «Радикал». У липні 1996 року підприємство зупинили і провели його реструктуризацію.
У лютому 1998 року прокуратура міста Києва щодо тодішнього керівництва підприємства порушила кримінальну справу за фактом шахрайства за ознаками складу злочину, передбаченого частиною 2 статті 143 Кримінального кодексу України.
У березні 1999 року стан справ на ВАТ «Радикал» розглядався на засіданні Комітету Верховної Ради України з питань соціальної політики та праці під головуванням Євгена Марчука, де було ухвалено рішення звернутися до Генеральної прокуратури України і створити тимчасову слідчу комісію.
Наприкінці лютого 2000 року «Київенерго» звернулося до суду із заявою про визнання боржника, ВАТ «Радикал», банкрутом, оскільки останній неспроможний сплатити борг у сумі 1 мільйон 222 тисячі 670 гривень.
У серпні 2000 року постановою Арбітражного суду міста Києва ВАТ «Радикал» було визнано банкрутом і щодо нього відкрили ліквідаційну процедуру. Ухвалою від 1 лютого 2002 року суд визнав банкрута ВАТ «Радикал» особливо небезпечним підприємством хімічної промисловості та призначив керуючого санацією.

## Забруднення
Після зупинки виробництва у 1996 році токсичні речовини, зокрема радіоактивні, залишилися в ґрунті та на устаткуванні. Тоді екологічна інспекція зафіксувала на території заводу 134,6 тонни ртуті, 109 тонни сірчаної кислоти, 44 тонни ртутних шламів, 62 тонни соляної кислоти, 12,5 тонни аміаку, 486 тонни – шламів солерозчинення та близько 2500 тонн інших відходів.
У Київській міській державній адміністрації (КМДА) заявили, що зупинку виробництва було проведено з порушенням вимог природоохоронного законодавства, без відповідних регламентних робіт та виводу потужностей з експлуатації, в результаті чого залишки хімічних речовин не було вивезено з підприємства, що створило складну екологічну ситуацію та загрозу здоров'ю мешканцям міста Києва.
На виконання доручення Кабінету Міністрів України від 10 січня 2000 року (№ 65511/2) Київська міська рада ухвалила рішення (№ 221/942 від 29 червня 2000) «Про ліквідацію наслідків виробництва хлору та каустичної соди на ВАТ «Радикал» у місті Києві». У 2001 році КМДА виділила кошти — розпочались роботи зі збору ртуті та ртутєвмісних шламів у залі електролізу корпусу 3 цеху № 1, зливу ртуті з електролізерів і транспортування зібраної ртуті та ртутєвмісних шламів для утилізації на ТОВ «Микитртуть». За результатами тендера виконавцем цих робіт визначили Оперативно-рятувальну службу Харкова, яка приступила до роботи 15 серпня 2001 року.
У 2006 році з території заводу вивезли 127 тонн ртуті та 96 тонн забрудненого ртуттю обладнання. Та все ж близько 6-7 тонн ртуті лишилося.
Улітку 2017 року представник Держпродспоживслужби заявив, що на території колишнього столичного заводу «Радикал» у деяких точках концентрація ртуті в повітрі перевищує гранично допустиму норму до 30 разів. А концентрація отруйної речовини у ґрунті в деяких місцях перевищує допустиму норму до 14,5 разів.
Завод «Радикал» міська влада Києва вважає одним із найбільш проблемних у частині впливу на екологію промислових об᾽єктів. У 2017 році Київська міська державна адміністрація розпочала розробку техніко-економічного обґрунтування щодо демеркуризації промислової ділянки, щоб згодом — розпочати вивезення хлорорганічних сполук.
24 жовтня 2019 року Київрада ухвалила виділити 4,3 мільйони гривень на розробку Проекту демеркуризації промислового майданчика ВАТ «Радикал» на 2019-2020 роки. У грудні 2019 року Управління екології та природних ресурсів КМДА повідомило, що обсяг ртутєвмісних відходів, які мають бути вилучені та вивезені з території ВАТ «Радикал», становить приблизно 200 тисяч тонн, із них 10 тисяч тонн сильно насичені ртуттю.
У січні 2022 року Деснянська окружна прокуратура міста Києва за результатами досудового розслідування повідомила про підозру одному із заступників голови КМДА, а також колишньому ліквідатору ВАТ «Радикал» — їм інкримінують ухилення від проведення на території, що зазнала забруднення небезпечними речовинами, відновлювальних заходів з ліквідації наслідків екологічного забруднення, що спричинило тяжкі наслідки (стаття 237 Кримінального кодексу України).